# 音乃瀬奏
音乃瀬 奏（、英: Otonose Kanade）は、日本のバーチャルYouTuber、バーチャルアイドル。ホロライブプロダクション傘下のVTuberグループ「hololive DEV_IS」に所属するReGLOSSのメンバー。韓国で育ち、ホロライブでチャレンジするために日本に移り住む。大学在学中で現在は休学している。歌が得意で「ReGLOSSの歌柱」と評される。

## 概要
誕生日は4月20日。20歳（デビュー時）。身長153センチ＋靴2センチ。愛称は「きゃなでぃ」など。挨拶は「ドレミファソラシド～！ ホロライブDEV_IS所属、ReGLOSSの音楽家の卵！ 音乃瀬～奏で～～～す！」。
ママ（イラストレーター）はgomzi（）、パパ（Live2D）はおつくえ。
ファンネームは「音の勢（おとのぜい）」、「おまえら」など。配信タグは「#生音乃瀬」、アートタグは「#Artnose」。推しマークはピアノと星のピカピカ（SPARKLES）。
趣味は、歌、おやじギャグで爆笑すること、音楽鑑賞（Vocaloid、アニソン、J-POP、K-POP）、アニメ鑑賞、落ち込んだ時におもしろ動画を見ること。使える言語は、日本語、英語、韓国語（および、りん語、ヤ語ー、チンアナ語）。
ホロライブを知ったきっかけは宝鐘マリンである。

## 略歴
2023年9月9日、自身のYouTubeチャンネルで初配信を行った。同月11日、ReGLOSSのデビュー曲『瞬間ハートビート』がリリースされた。自身初の歌ってみた動画「名前のない怪物」のカバーは、公開から1ヶ月経たずに再生回数が100万回を突破した。
2024年9月9日、ReGLOSSがデビュー1周年を迎えた。ReGLOSSとヤンマガのコラボでは、『怪獣カムイ』とのコラボイラストが公開された。
同年9月28日、3Dモデルが発表された。同日、ReGLOSSとして3Dライブ「Reach the top！」を実施、最大同時視聴者数が20万人を超えた。同年11月6日、ReGLOSSのファーストアルバム『ReGLOSS』がリリースされた。

## 主な出演

### ライブ・イベント
- 「YouTube Music Weekend 8.0」（2024年8月23日、YouTube）[21][22]
- 「hololive 6th fes. Color Rise Harmony」DAY1（2025年3月8日、幕張メッセ）[23][24]

### ゲーム
- 2024年7月4日に配信開始された「グルーヴコースター ワイワイパーティー!!!!」の追加ダウンロードコンテンツ「ホロライブ パック2」にて、轟はじめと共に、録り下ろしボイスつきナビゲーターとアバターとして登場[25]。ReGLOSSの楽曲も収録されている[25]。

### インターネット番組
- 『オーイシマサヨシ×鈴木愛理の【でしょでしょ!!】』（2025年8月12日、テレビ朝日公式YouTubeチャンネル「動画、はじめてみました」） - 轟はじめと共にゲスト出演した[26]。

## タイアップ
- アニメ『もののがたり』（2025年5月9日、ABEMA） - 第1話の同時視聴[27][28]

## リリース音源
○出典：hololive（ホロライブ）公式サイト

### 音乃瀬奏
| 発売日        | タイトル | 楽曲製作者                                 | 品番     | 出典          |
| ------------- | -------- | ------------------------------------------ | -------- | ------------- |
| 2025年4月21日 | GREATEST | 作詞・編曲：ナナホシ管弦楽団、作曲：岩見陸 | CVRD-561 | [ 29 ] [ 30 ] |

### ReGLOSS
| 発売日        | タイトル                            | 品番     | 出典   |
| ------------- | ----------------------------------- | -------- | ------ |
| 2023年9月11日 | 瞬間ハートビート                    | CVRD-330 | [ 31 ] |
| 2024年3月24日 | シンメトリー                        | CVRD-398 | [ 32 ] |
| 2024年8月11日 | 泡沫メイビー                        | CVRD-454 | [ 33 ] |
| 2024年9月11日 | フィーリングラデーション            | CVRD-473 | [ 34 ] |
| 2025年3月10日 | サクラミラージュ                    | CVRD-545 | [ 35 ] |
| 2025年7月11日 | ミッドサマーシトラス                | CVRD-594 | [ 36 ] |
| 2025年8月10日 | Cheerful Vibes Echo (音乃瀬奏 SOLO) | CVRD-616 | [ 37 ] |

| 発売日        | タイトル | 品番     | 出典   |
| ------------- | -------- | -------- | ------ |
| 2024年11月6日 | ReGLOSS  | CVRD-492 | [ 38 ] |

### hololive IDOL Project
| 発売日        | タイトル                                            | 品番     | 出典   |
| ------------- | --------------------------------------------------- | -------- | ------ |
| 2024年3月15日 | ホロライブ言えるかな？hololive SUPER EXPO 2024 ver. | CVRD-406 | [ 39 ] |